# Puig de la Serreta
El Puig de la Serreta és una muntanya de 922 metres que es troba al municipi d'Albanyà, a la comarca catalana de l'Alt Empordà.